# NGC 3567-1
NGC 3567-1 je lećasta galaktika u zviježđu Lavu. 

## Vanjske poveznice
- (eng.) SEDS: NGC 3567
- (eng.) Revidirani Novi opći katalog
- (eng.) Izvangalaktička baza podataka NASA-e i IPAC-a
- (eng.) Astronomska baza podataka SIMBAD
- (eng.) VizieR